# Red Bank (Nueva Jersey)
Red Bank es un borough ubicado en el condado de Monmouth en el estado estadounidense de Nueva Jersey. En el año 2010 tenía una población de 12.206 habitantes y una densidad poblacional de 2.179 personas por km².

## Geografía
Red Bank se encuentra ubicado en las coordenadas 40°20′50″N 74°4′2″O / 40.34722, -74.06722.

## Demografía
Según la Oficina del Censo en 2.000 los ingresos medios por hogar en la localidad eran de $47,282 y los ingresos medios por familia eran $63,333. Los hombres tenían unos ingresos medios de $45,922 frente a los $34,231 para las mujeres. La renta per cápita para la localidad era de $26,265. Alrededor del 12% de la población estaba por debajo del umbral de pobreza.